# كروتون حقلي
كروتون حقلي (الاسم العلمي: Croton campestris) هو نوع نباتي يتبع جنس الكروتون من فصيلة الحلابية.